# Droga krajowa B6 (Niemcy)
Droga krajowa 6 (niem. Bundesstraße 6, B 6) – niemiecka droga krajowa przebiegająca z północy na wschód, z Bremerhaven przez Bremę, Hanower, Halle, Lipsk, Drezno do okolic Görlitz, gdzie łączy się z autostradą federalną A4 umożliwiającą dojazd do granicy z Polską w Jędrzychowicach.

## Miejscowości leżące przy B6

### Dolna Saksonia
Brinkum, Erichshof, Melchiorshausen, Barrien, Syke, Heiligenfelde, Vilsen, Asendorf, Brebber, Wietzen, Marklohe, Nienburg (Weser), Linsburg-Meinkingsburg, Aschenkrug, Neustadt am Rübenberge, Garbsen-Frielingen, Garbsen, Hanower, Laatzen, Sarstedt, Ahrbergen, Groß Förste, Hasede, Hildesheim, Achtum, Wendhausen, Heersum, Astenbeck, Grasdorf, Wartjenstedt, Baddeckenstedt, Haverlah, Salzgitter, Posthof, Jerstedt, Goslar, Vienenburg.

### Brema
Bremerhaven, Brema.

### Saksonia-Anhalt
Halle (Salle), Gröbers, Großkugel.

### Saksonia
Schkeuditz, Leipzig, Borsdorf, Machern, Altenbach, Bennewitz, Wurzen, Kühren, Luppa, Calbitz, Oschatz, Seerhausen, Prausitz, Klappendorf, Wölkisch, Obermuschütz, Diera-Zehren, Meißen, Gauernitz, Dresden, Großhartau, Goldbach, Bischofswerda, Wölkau, Rothnaußlitz, Göda, Budziszyn, Kubschütz, Steindöorfler, Hochkirch, Plotzen, Eiserode, Nechen, Löbau, Reichenbach, Markersdorf, Görlitz.

## Historia
Droga wyznaczona jako Reichsstraße 6 w 1932 r. prowadziła z Cuxhaven do Bremy, Hanoweru, Halle, Lipska, Drezna, Zgorzelca i dalej Jeleniej Góry, Świdnicy, Wrocławia do Sycowa gdzie znajdowała się granica z Polską.
Droga pokrywa się częściowo na trasie Lipsk – Görlitz z historycznym szlakiem Via Regia.
Po II wojnie światowej fragment przebiegający przez NRD był oznakowany jako F6 (niem. Fernstraße 6). Trasa na odcinku Budziszyn (Bautzen) – Görlitz – granica z Polską pełniła funkcję drogi tranzytowej.
W latach 70. XX w. fragment pomiędzy Bremą a Cuxhaven został przeniesiony na nowo wybudowaną autostradę A27.
Od reformy numeracji tras europejskich w latach 80. do czasu przedłużenia autostrady A4 z Budziszyna do granicy (II połowa lat 90.) arteria była częścią trasy europejskiej E40.

## Linki zewnętrzne

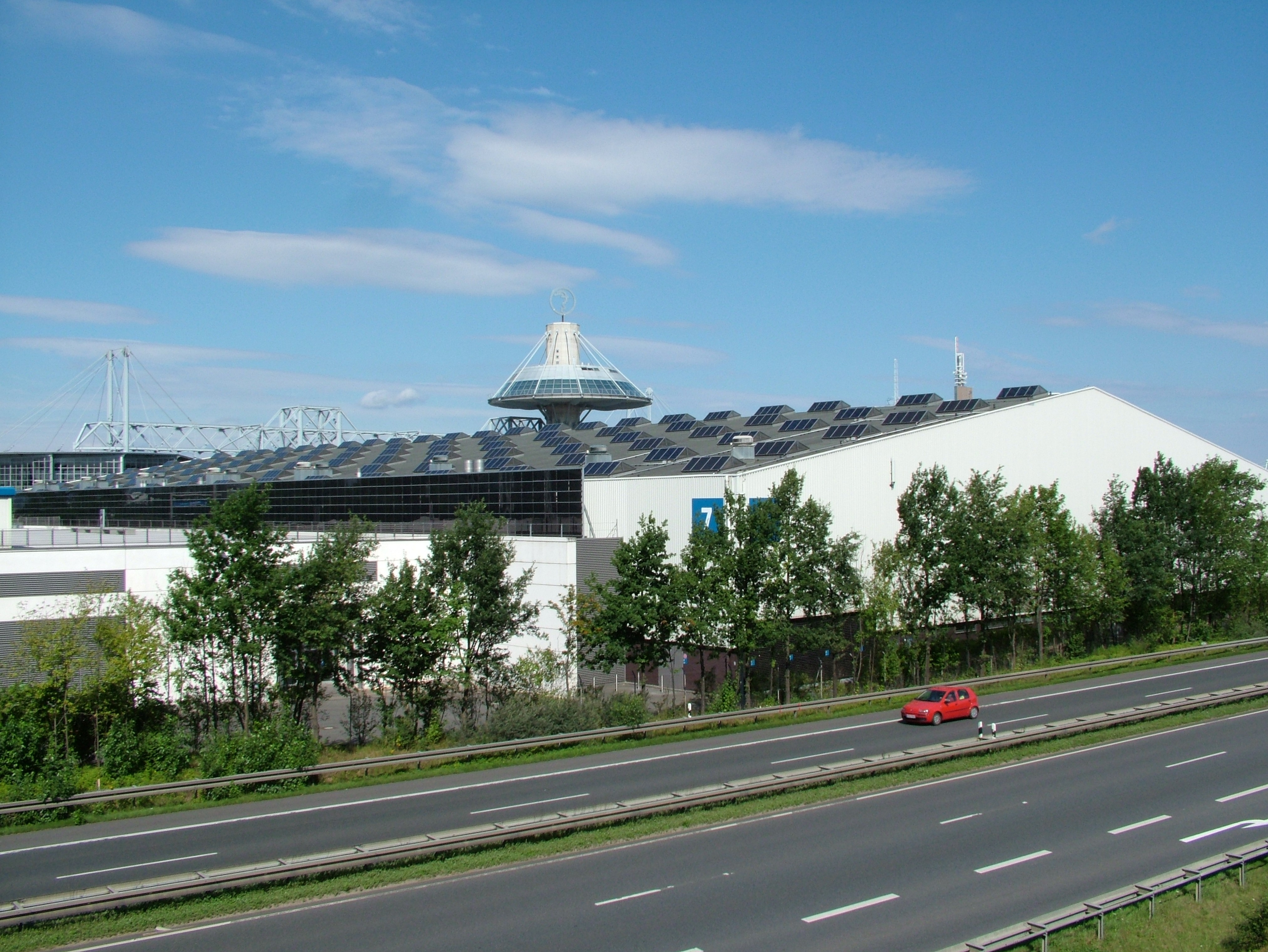
Droga B6 w Hanowerze koło terenów wystawowych
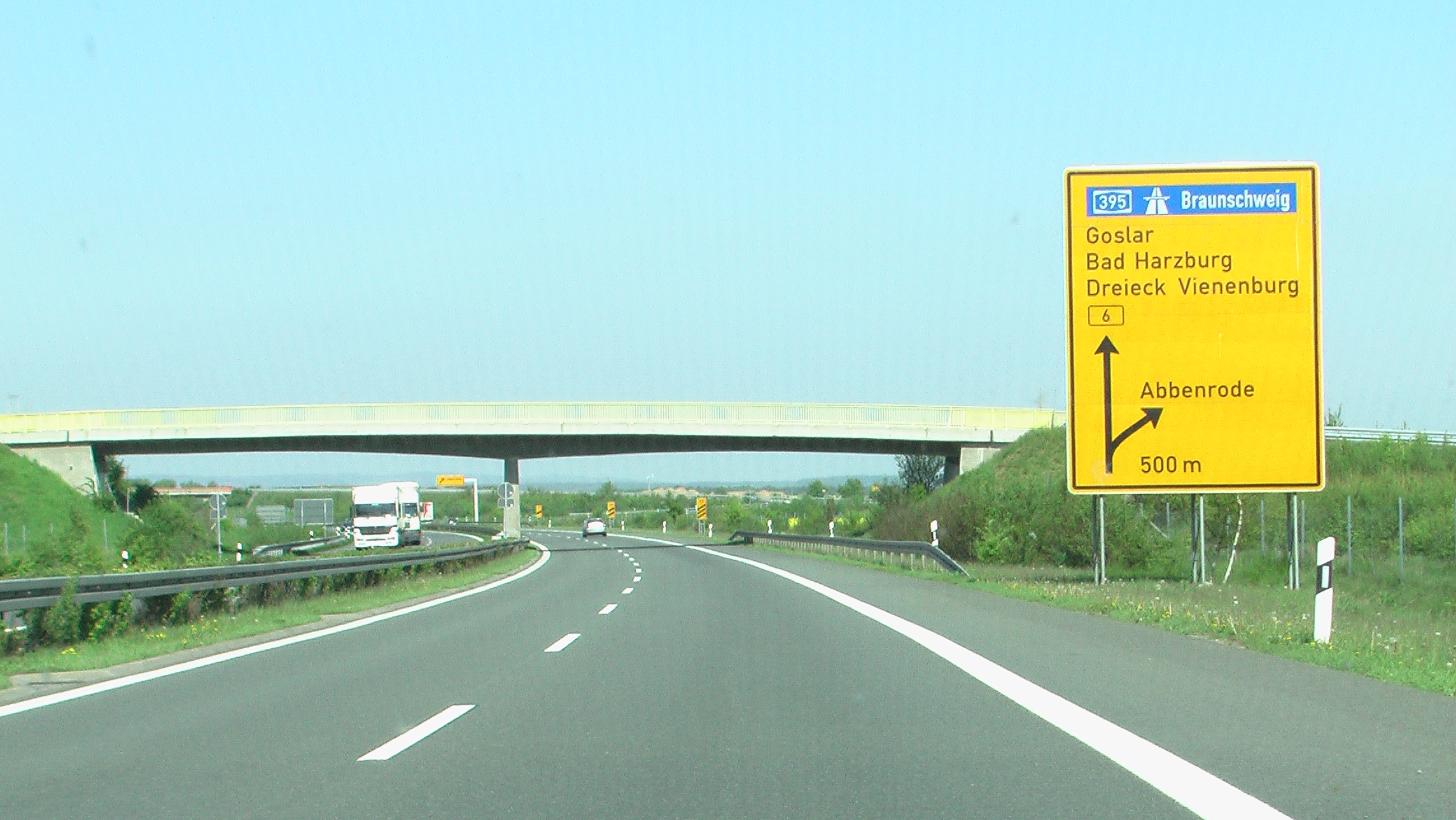
B6 koło Abbenrode (obecnie autostrada A36)
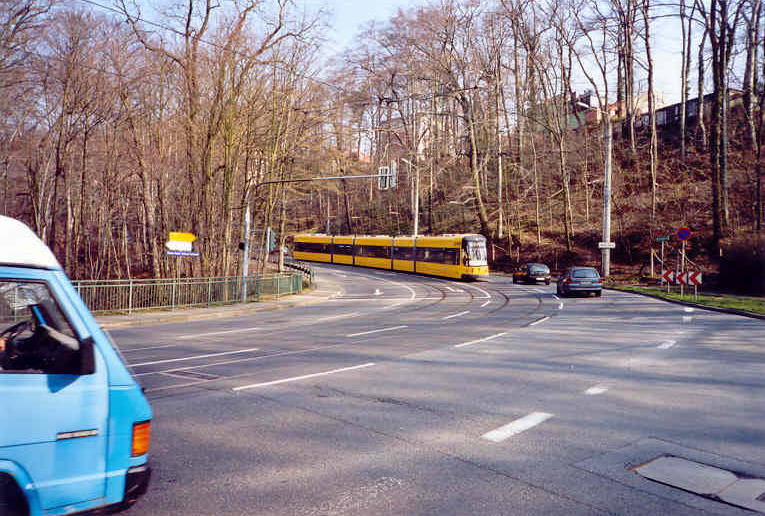
Droga B6 w Dreźnie